# Senecio macroglossus
Senecio macroglossus DC. è una pianta della famiglia selle Asteracee originaria dell'Africa australe.
È particolarmente diffusa nei vivai nelle varietà ornamentali di S. m. macroglossus e S. m. variegatus che, piantate in piccoli vasi, fanno pendere i rami, spesso ornati dai caratteristici fiori gialli simili a margherite.
Le foglie somigliano a quelle dell'edera (in inglese, la pianta è detta Kenya Ivy, Edera del Kenya), hanno l'aspetto delle piante succulente e in condizioni estreme (povertà del terreno, siccità) possono assumere un caratteristico colore marrone.
È originaria dell'Africa australe, ma viene coltivato a scopo ornamentale nell'Italia mediterranea dove i suoi rami rampicanti coprono ringhiere o portici.